# Nobelwind
Nobelwind, vroeger ook Belwind 2 of Bligh Bank Phase II, is een offshore windpark in de Belgische Exclusieve Economische Zone van de Noordzee.

## Situering
Het windpark bevindt zich op de Bligh Bank ongeveer 47 kilometer voor de Belgische kust, in een concessiezone van zo'n 20 km². De waterdiepte ligt er tussen de 26 en 38 m (gemiddeld 33 m). De windsnelheid op 90 m hoogte bedraagt er gemiddeld 9,3 m/s.

## Geschiedenis
Nobelwind is een afsplitsing van Belwind, dat in 2007 een concessie van ruim 35 km² verkreeg waar het 330 MW plande. Na de toekenning bleek dit project volgens de aanvrager te groot om ineens te realiseren. Staatssecretaris Tommelein stond in 2015 toe dat de bouwvergunning van Belwind gedeeltelijk werd overgedragen naar Nobelwind.
Voor de aanleg van het park deed Nobelwind een beroep op Jan De Nul. Het leggen van de fundamenten begon in maart 2016 en duurde tot september. Eind oktober nam de installatie van de windmolens een aanvang. De eerste stroom van het park werd in januari 2017 opgewekt, waarna de laatste turbine op 3 april kon worden geplaatst. De feestelijke opening vond plaats in mei 2017.

## Techniek
De 50 windturbines zijn gemaakt door Vestas (type V112) en hebben elk een vermogen van 3,3 MW. Hun turbinehub bevindt zich 79 m hoog en hun wieken bestrijken een cirkel van 112 m diameter. De elektriciteit die het 165 MW grote park produceert, wordt langs een 220-kV-zeekabel aan land gebracht (gelegd in 2013 en gedeeld met Northwind).

## Aandeelhouderschap
Achter Nobelwind staan diverse investeerders, al of niet via tussenvennootschappen. Anno 2017 werd het grootste belang aangehouden door de Japanner Sumitomo, gevolgd door Colruyt, Meewind, Korys en PMV.

## Voetnoten
1. ↑  Ministerieel besluit van 7 oktober 2015
2. ↑  Jan De Nul Group en Nobelwind ondertekenen EPCI-contract voor de bouw van een windpark in de Belgische Noordzee, persbericht Jan De Nul, 25 september 2015